# George Kalmar
George Kalmar (Stockholm, 1974. augusztus 21. –) büntetett előéletű befektetési bankár, pénzügyi tanácsadó, aki a Morgan Stanleytől történő nagy értékű sikkasztásával került a nemzetközi sajtó középpontjába.

## Életútja
George Edward Kalmar 1974-ben született Stockholmban, de egy éves korától New Orleansban nőtt fel. Apja Kalmár János orvos, aki az 1968-as mexikói olimpián a magyar kardvívó válogatott tagjaként bronzérmet szerzett.
Felesége Teodóra, két lányuk van.

## Nevéhez kötődő bűnesetek

### New York-i késelés (1996)
Az egyetem után, 1996-ban New Yorkba költözött, ahol kábítószeres társaságba keveredett. Egy vita kapcsán késsel számos helyen megszúrta kokaindílerét, megverte annak barátját, és eltörte az állkapcsát annak barátnőjének.
Emberölési kísérlet miatt minimum 2,5, maximum 5 év börtönre ítélték, de csak 40 hónap után engedték ki, mert a börtönben is verekedett. Heroinfüggőként szabadult.

### Morgan Stanley sikkasztás (2013)
2006-ban Magyarországra költözött. Jelentkezett az akkor budapesti irodát nyitó Morgan Stanley befektetési bankhoz, ahová - előéletét nem vizsgálva - felvették. Később a glasgowi irodába helyezték, ahol alvó számlákon keresztül £400.000 összeget sikkasztott.

### Bitcoin-ügy (2017)
2017. december 23-án hajnalban a XIII. kerületi Balzac utcában késsel megfenyegetett egy férfit, akivel korábban abban állapodott meg, hogy a pénzét bitcoinra váltja. A sértett pénzét elvette, majd távozott a helyszínről.

### 2022-ben, 2024-ben
2022. október 25-én ismét körözést rendeltek el ellene rablás miatt. Fegyveres vagy szervezett rablás miatt 2024. május 29-én európai, 2024. május 31-én nemzetközi elfogatóparancsot adtak ki ellene. Kalmár jelenleg is szökésben van.

## Megjelenése a magyar médiában
- A HVG 2017. november 16-án mélyinterjút készített vele, részletesen bemutatva életútját.[6]
- Szerepelt a Spektrum TV Tabukról tabuk nélkül sorozat negyedik részében, amelyben különböző függőségeiről beszélt önmaga, és kezelőorvosa is.[7]